# Eclipophleps kozlovi
Eclipophleps kozlovi är en insektsart som beskrevs av Leo L. Mishchenko 1973. Eclipophleps kozlovi ingår i släktet Eclipophleps och familjen gräshoppor. Inga underarter finns listade i Catalogue of Life.